# Гурулёво
Гурулёво — село в Прибайкальском районе Бурятии. Входит в сельское поселение «Нестеровское».

## География
Расположено на 89-м километре региональной автодороги Р438 (Баргузинский тракт) в 35 км к северо-востоку от районного центра — села Турунтаево.

## История
Впервые упоминается в списке 1735 года Г. Ф. Миллера.

## Население
| 2002 | 2010 |
| ---- | ---- |
| 223  | ↗231 |

## Экономика
Сельскохозяйственный кооператив, лесозаготовки.

## Достопримечательности
В селе сохранилась часовня — памятник градостроительства и архитектуры. Дата создания начало XX века.

 Объект культурного наследия народов РФ регионального значения. Рег. № 031410059440005 (ЕГРОКН)